# فهرست نویسندگان ایرلندی
فهرست نویسندگان ایرلندی (انگلیسی: List of Irish writers)
فهرست زیر شامل نویسندگانی می‌شود که زاده ایرلند می‌باشند یا دارای شهروندی ایرلند می‌باشد.
- لیدی آگوستا گریگوری (۱۸۵۲–۱۹۳۲)
- لورنس استرن (۱۷۱۳–۱۷۶۸)
- ادنا اوبراین (زاده ح. ۱۹۳۲)
- لیام اوفلاهرتی (۱۸۹۶–۱۹۸۴)
- ان انرایت
- فرانک اوکانر (۱۹۰۳–۱۹۶۶)
- شان اوکیسی
- ساموئل بکت (۱۹۰۶–۱۹۸۹)
- جان بنویل (زاده ۱۹۴۵)
- میوی بینچی (۱۹۴۰–۲۰۱۲)
- ادوارد پلانکت (۱۸۷۸–۱۹۵۷)
- پاتریک پیرس (۱۸۷۹–۱۹۱۶)
- کولم توبین (زاده ۱۹۵۵)
- نیل جوردن (زاده ۱۹۵۰)
- جیمز جویس (۱۸۸۲–۱۹۴۱)
- اما داناهیو (زاده ۱۹۶۹)
- رادی دویل (زاده ۱۹۵۸)
- دارن شان (زاده ۱۹۷۲)
- جرج برنارد شاو (۱۸۵۶–۱۹۵۰)
- برایان فریل (۲۰۱۵_ ۱۹۲۹)
- این کالفر (زاده ۱۹۶۵)
- هیو لئونارد
- سی. اس. لوئیس (۱۸۹۹–۱۹۶۳)
- آیریس مرداک (۱۹۱۹–۱۹۹۹)
- مارتین مک‌دونا
- فرانک مک‌کورت (۱۹۳۰–۲۰۰۹)
- لوئیس مک‌نیس (۱۹۰۷–۱۹۶۳)
- جان میلینگنون سینگ
- اسکار وایلد (۱۸۴۵–۱۹۰۰)
- شیموس هینی (۱۹۳۹–۲۰۱۳)
- ویلیام باتلر ییتس (۱۸۶۵–۱۹۳۹)
- برام استوکر (۱۸۴۷–۱۹۱۲)
- جاناتان سوییفت (۱۶۶۷–۱۷۴۵)
- توماس مور (۱۷۷۹–۱۸۵۲)
- جاناتان سوییفت (۱۶۶۷–۱۷۴۵)
- اسکار وایلد (۱۸۴۵–۱۹۰۰)
- ویلیام باتلر ییتس (۱۸۶۵–۱۹۳۹)